# 獣医の夜食

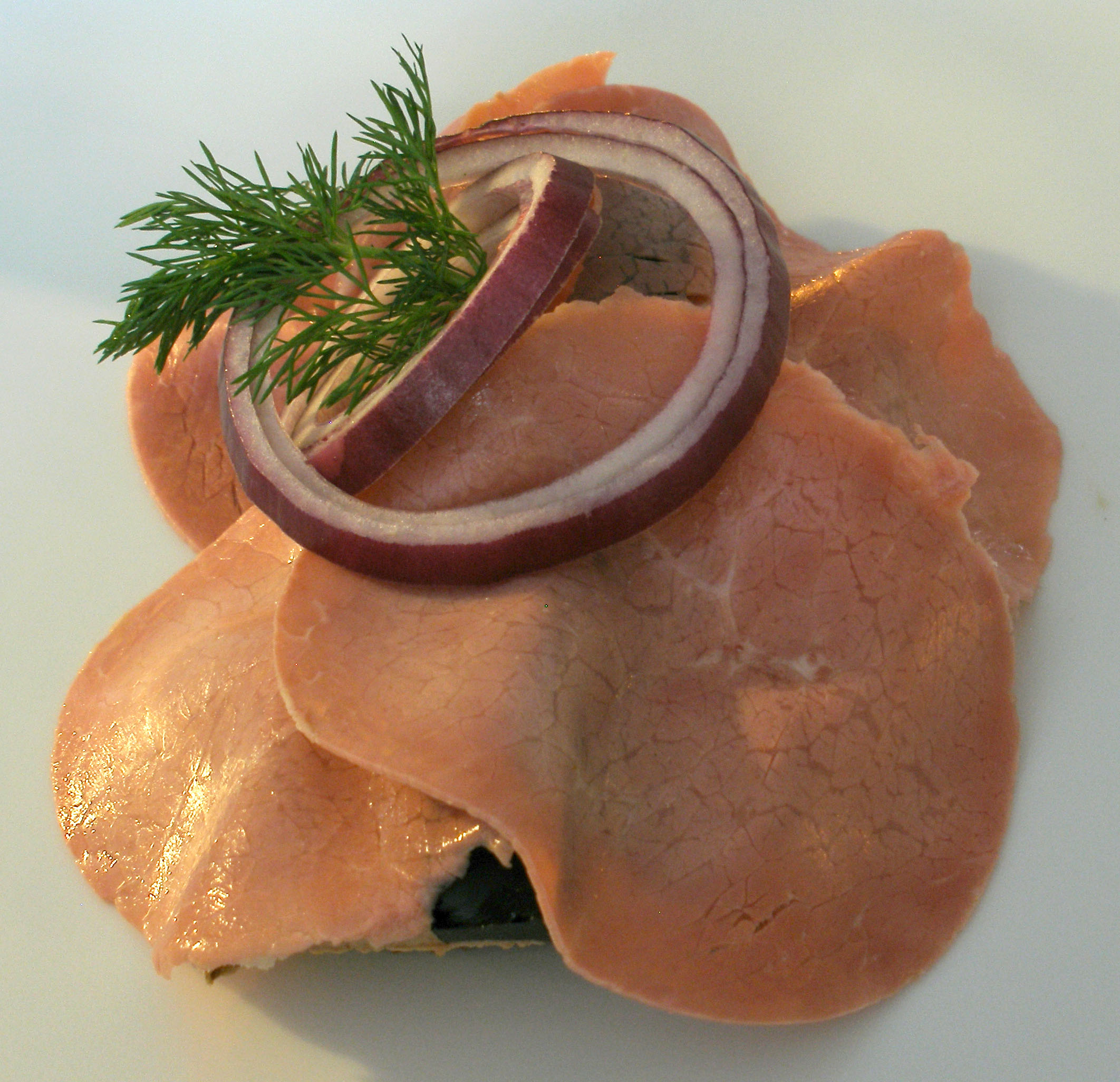
獣医の夜食の例

獣医の夜食（じゅういのやしょく、デンマーク語: dyrlægens natmad）、または獣医さんの夜食は、デンマーク料理。オープンサンドイッチ、スモーブローの一種であり、定番メニューの1つでもある。
牛、仔牛のもも肉の塩漬けとレバーパテを用いたスモーブローである。

## 発祥と由来
獣医の夜食は、1920年代にコペンハーゲンのスモーブロー専門店であるオスカー・ダビットセン（Oskar Davidsen）のレストランで考案された。食品史家のニーナ・バウアーによると、レストランの常連客であり、デンマーク王室の厩舎などで雇われていた著名な獣医シグルド・ケイルガード（Sigurd Kejlgaard）にちなんで名づけられたとされる。塩漬け肉、レバーパテなど使用されている食材を指定したのはケイルガード自身であり、後に他の客も同じレシピのスモーブローを獣医の夜食の名で食べることができるようになった。